# 嘉松公路越江大桥
嘉松公路越江大桥，工程又称嘉松公路越江新建工程，是上海市松江区一座横跨黄浦江的大桥，为嘉松公路南延伸工程的过江节点。大桥全长1453.8米，采用自锚式悬索桥形式一跨过江，成为黄浦江上首座悬索桥。工程于2020年10月开工，计划2026年通车。

## 规划设计

### 路网位置
工程位于松江区南部，南临金山区，北侧为扩建后的上海松江站，上游方向最近大桥为上海绕城高速横潦泾大桥，下游方向为松浦三桥，相距约8公里。依据《上海市城市总体规划（2017~2035）》路网规划，嘉松公路为南北向贯穿上海西部多个新城的主要公路，并承担松江至金山的中长距离交通功能；同时，大桥亦服务于周边短距离跨江出行，以及金山方向进入上海松江站交通。

### 非机动车
上海已有的大部分越江隧道和跨江大桥大都不开放非机动车通行，非机动车仍需通过轮渡系统过江；因桥身高度及引桥坡度原因，开放非机动车上桥的大桥也不能直接骑行上桥，需通过梯道推行，昆阳路越江大桥则需通过电梯。嘉松公路越江大桥设计过程中，曾比较梯道推行、放缓机动车引桥满足非机动车骑行条件、单独非机动车引桥等方案，其中机动车引桥按3.5%坡度或4.0%坡度设计，可骑行的非机动车引桥按2.49%坡度设计。然而，机动车引桥若按3.5%坡度或4.0%坡度设计则引桥下空间过矮无法设置监控中心，需另行选址，不能节约工程投资，故而将机动车引桥放缓至2.49%坡度，非机动车直接在引桥辅道骑行。由此嘉松公路越江大桥成为上海首座非机动车可直接骑行过江的大桥。

### 大桥设计
大桥全长1453.8米，主桥长596米，设3跨，主跨336米一跨过江，两侧各130米边跨；两侧引桥共长857.8米，纵坡2.49%。桥面设双向六车道，两侧各设3.5米宽辅道供非机动车及行人通行；设计上要求同步建设塔闵公路至规划叶新公路地面道路约3.05公里。下方黄浦江航道为III级航道，通航净空10米、净宽不小于150米。上海地区为软土地质，难以设置地锚，故黄浦江既有各大桥中，仅有斜拉桥、拱桥、梁桥，无悬索桥；嘉松公路越江大桥采用自锚式悬索桥，对地质要求较低。大桥主塔高90.1米，设有形似“窗花”的菱形横撑，可悬吊临时斜拉索，从而实现运营期间更换主索。

## 施工
因黄浦江航道繁忙，大桥采用“先梁后缆”方式施工，先施工主塔并以临时斜拉桥形式搭建大桥桥面，然后再安装悬索桥形式主缆，最后将大桥的受力系统由临时斜拉索转换至正式主缆。每座主塔基础为34根直径2.0米、深100米的钻孔灌注桩，超出常规设备钻孔能力，需采用大型反循环钻机钻挖。此外因大桥北侧的接线地面道路未建成，既有路网无法承载重型车辆，又在盐平路、金平路交叉口设钢便桥一座。
工程于2020年10月开工，2025年2月主塔封顶，4月完成主塔横撑吊装，计划2025年9月主桥合龙，2026年底建成通车。

## 图像

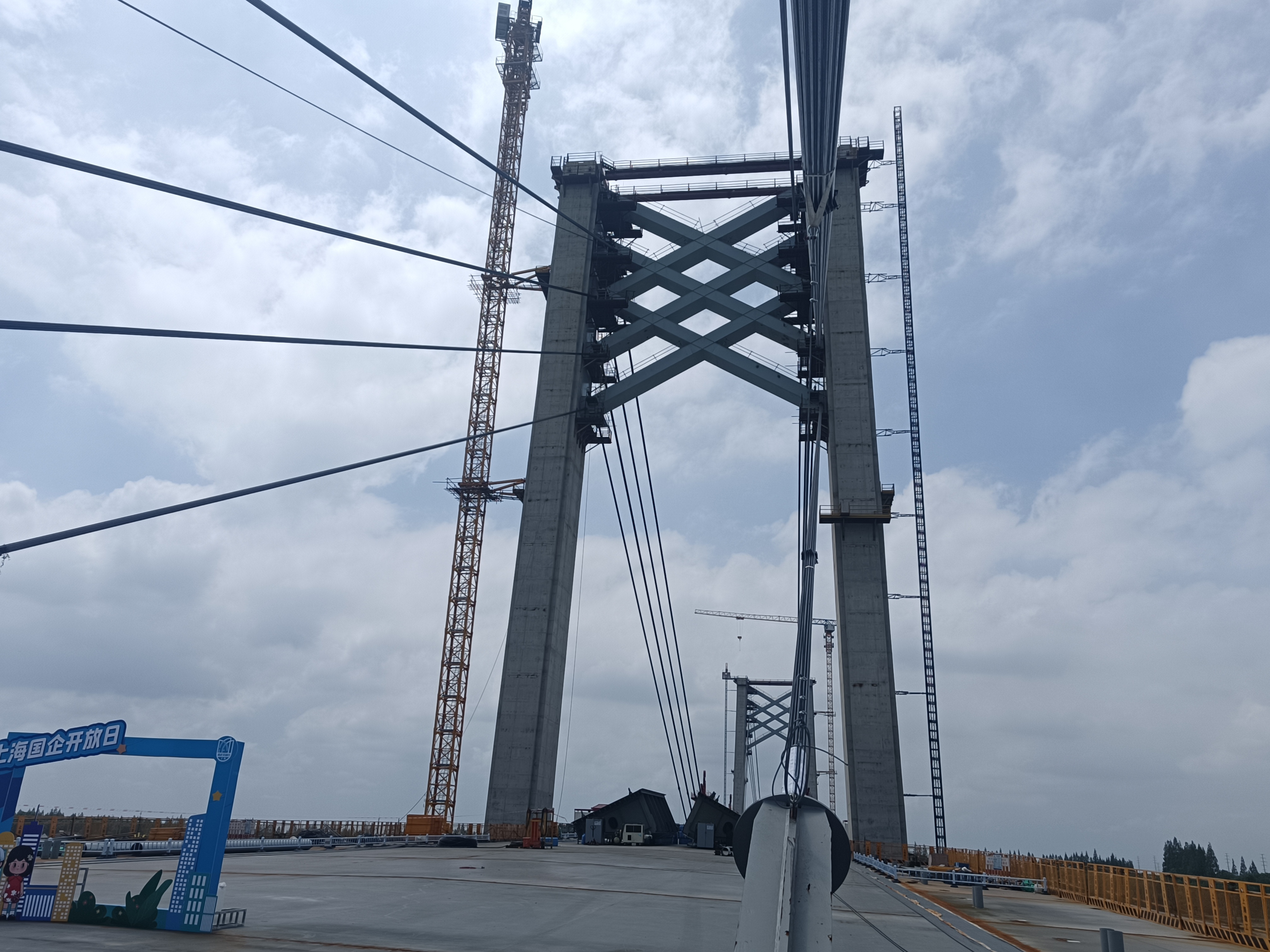
桥塔（斜拉桥形态）
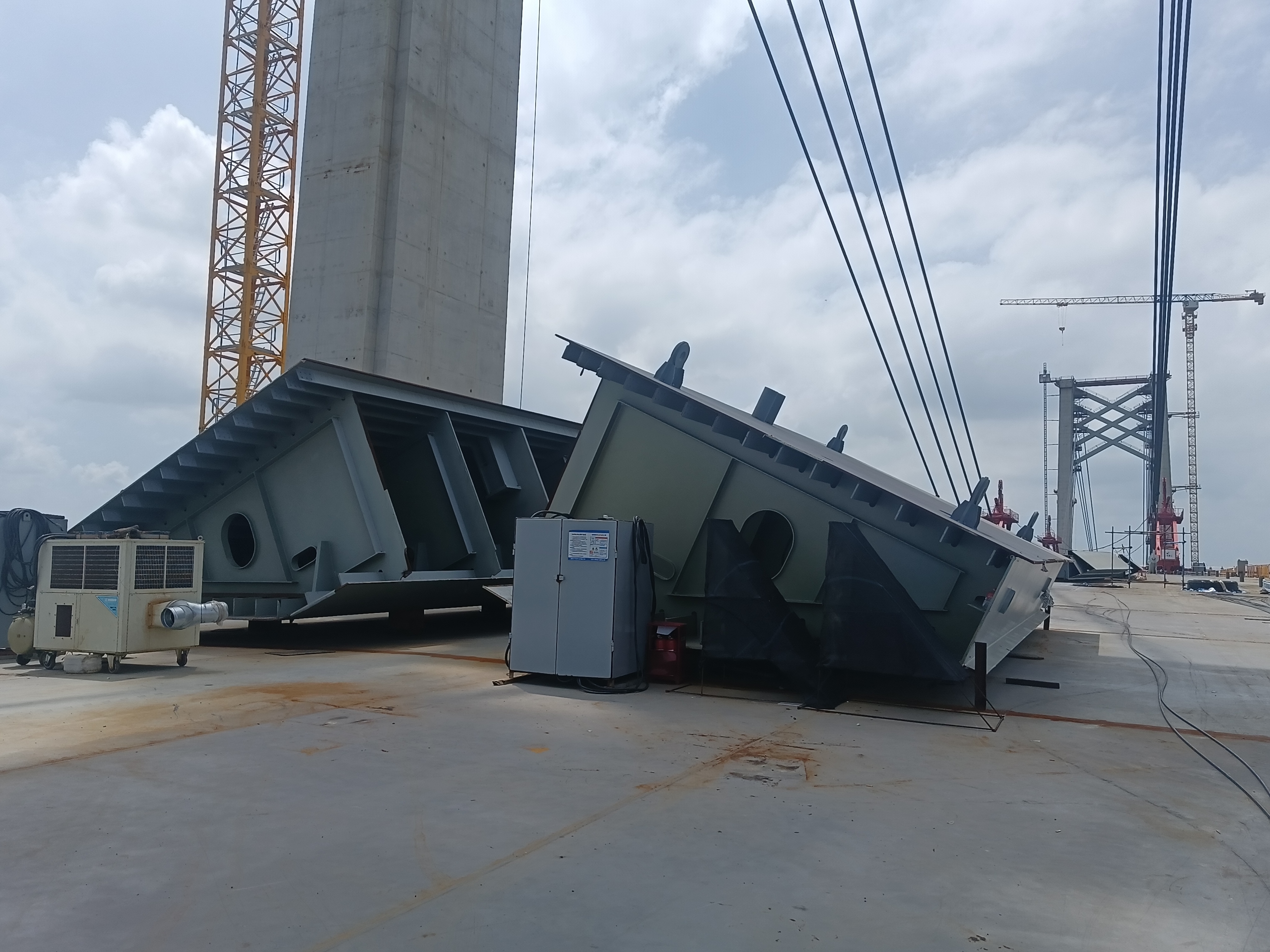
大桥两侧的预制钢节段，等待安装
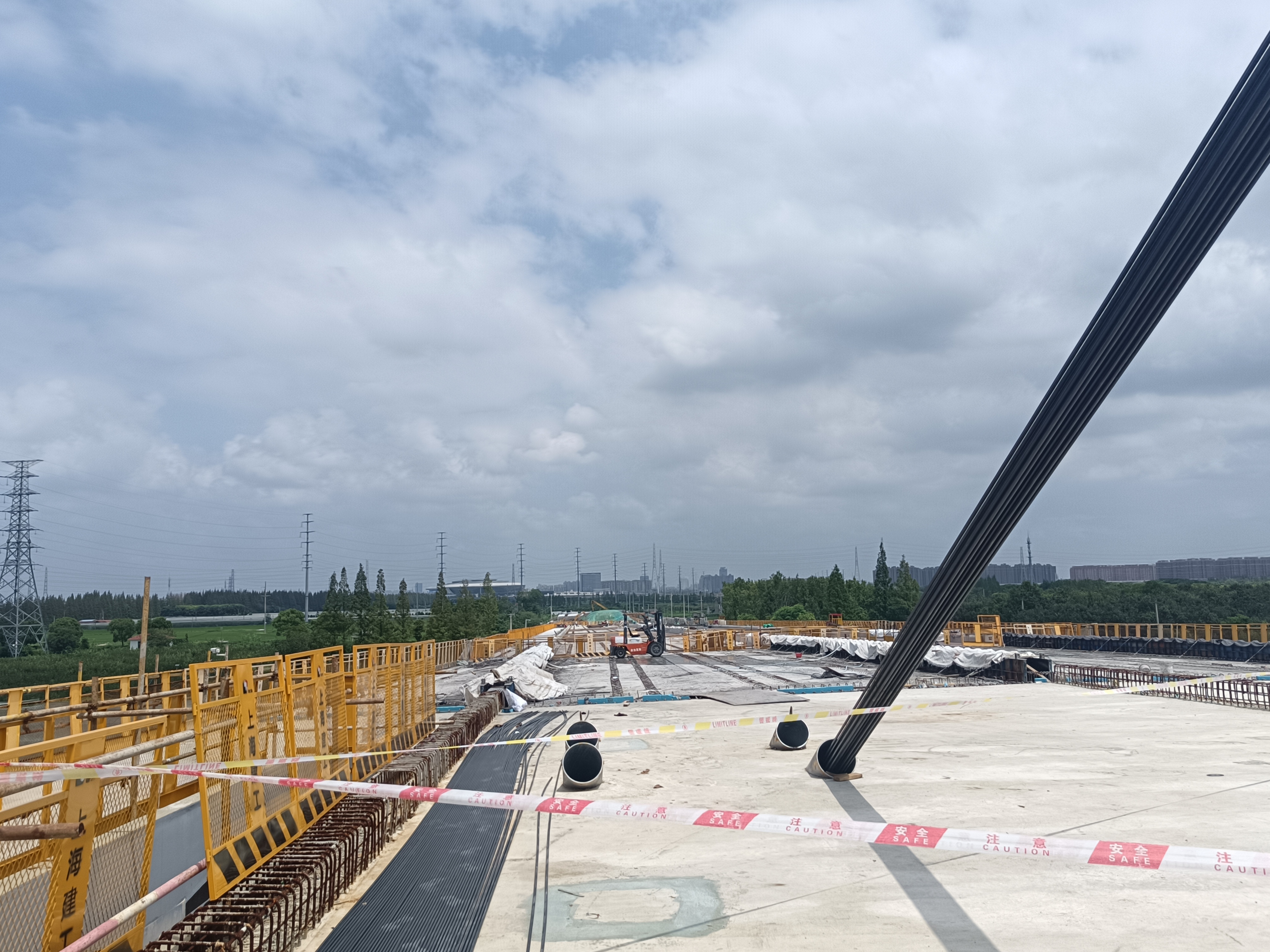
引桥现浇混凝土桥面施工现场
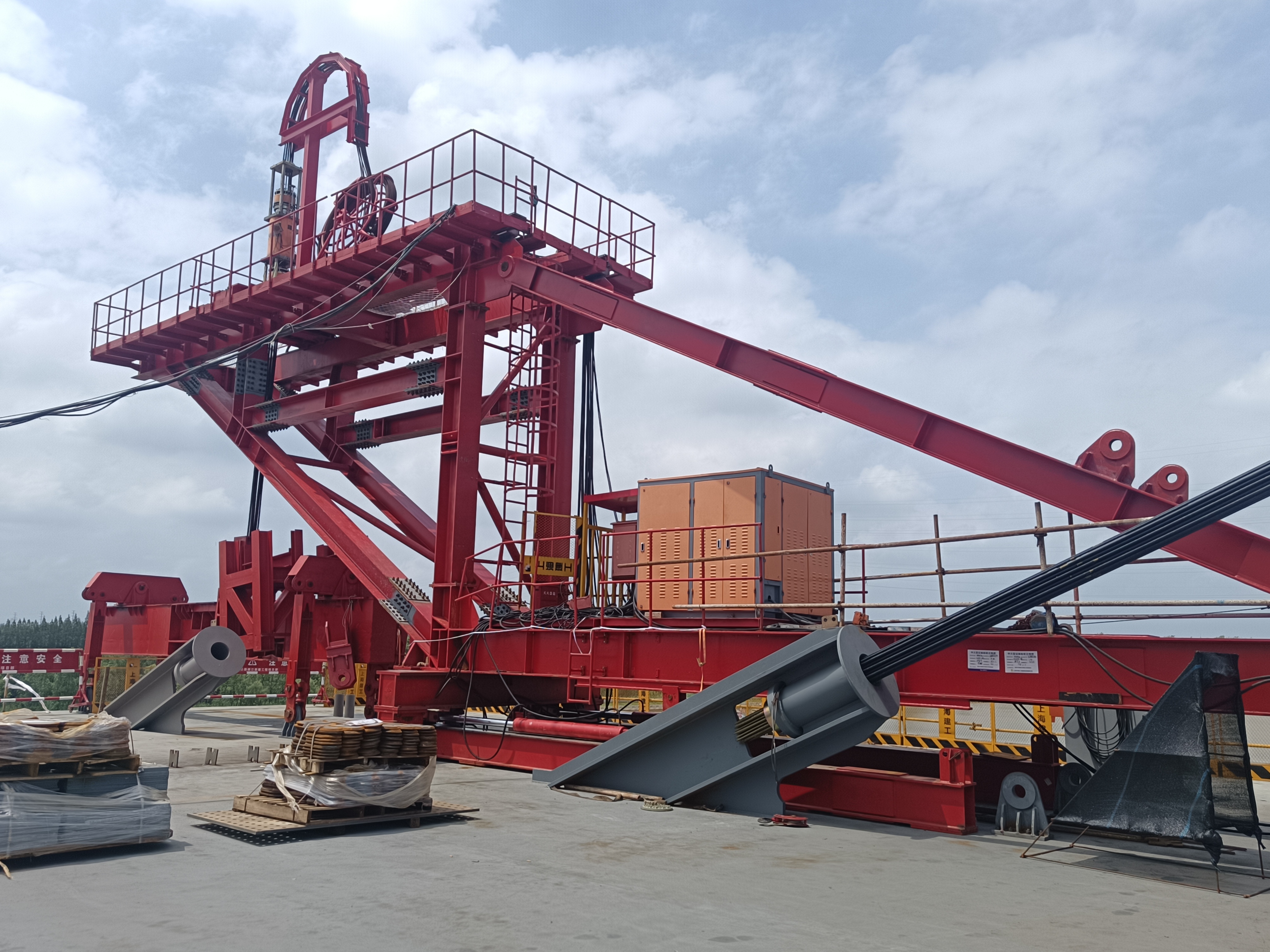
施工用的可移动吊机
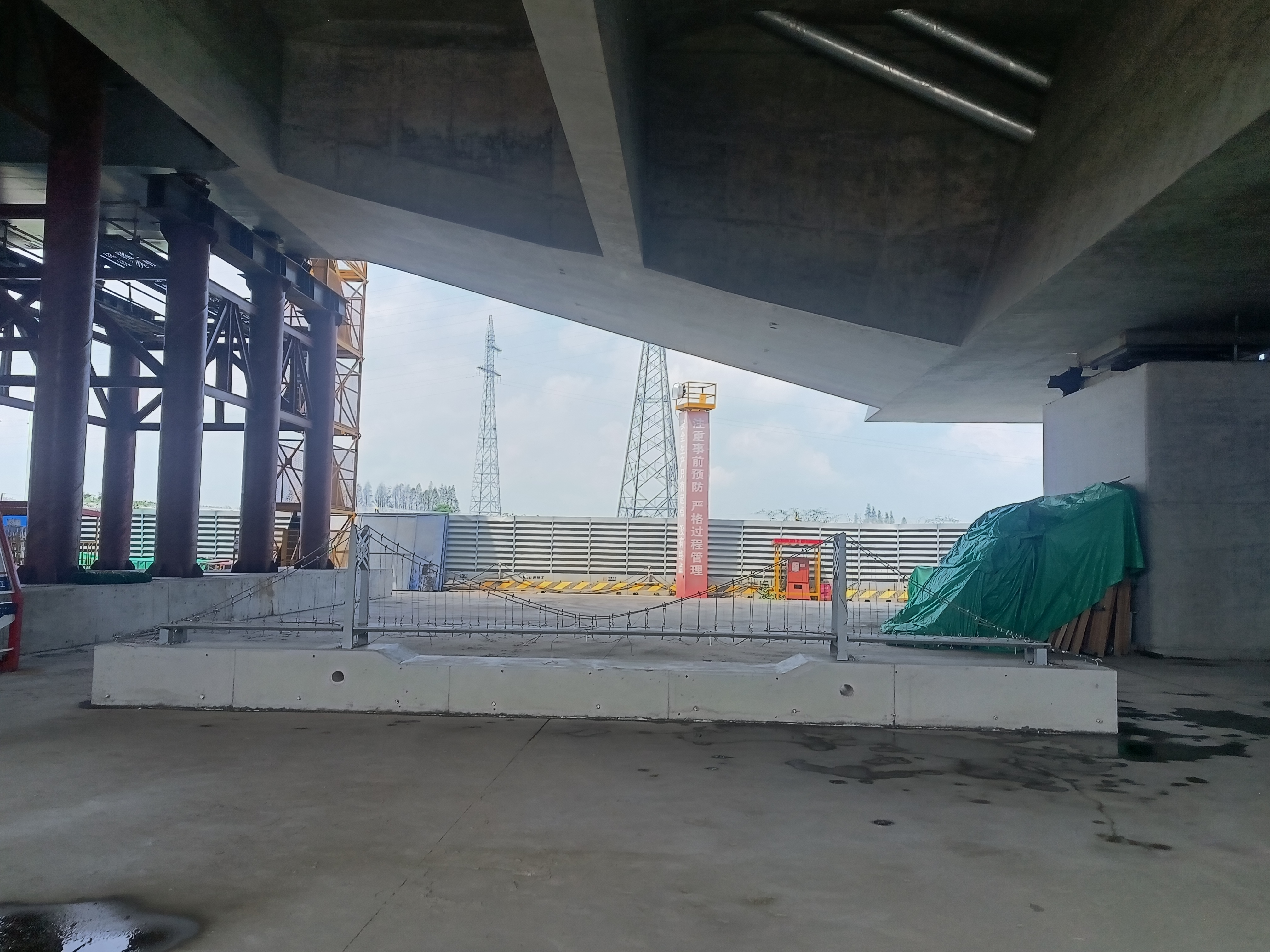
大桥的力学微缩模型（悬索桥形态）